# Грамова матрица
У линеарној алгебри, Грамова матрица (или матрица скаларних производа) за уређен скуп вектора (чланова векторског простора) је матрица чији су елементи скаларни производи вектора из датог скупа. Грамове матрице налазе примену у статистици, квантој механици, машинском учењу и другим областима науке и технике. Добила је име по данском математичару Јергену Педерсену Граму.

## Дефиниција
Нека је дат уређен скуп вектора  из унитарног (или еуклидског) векторског простора V(𝔽). Грамова матрица скупа a је квадратна матрица
{\displaystyle G(a)=(\langle a_{i},a_{j}\rangle )_{ij},\quad \forall i,j=1\ldots n,}
односно, у развијеној форми, матрица облика
{\displaystyle G(a)=\left({\begin{array}{ccc}\langle a_{1},a_{1}\rangle &\cdots &\langle a_{1},a_{n}\rangle \\\vdots &\ddots &\vdots \\\langle a_{n},a_{1}\rangle &\cdots &\langle a_{n},a_{n}\rangle \end{array}}\right),}
где је {\displaystyle \langle a_{i},a_{j}\rangle } скаларни производ вектора  и . Детерминанта матрице G(a) назива се Грамовом детерминантом скупа a. Скуп a је линеарно независан ако и само ако је његова Грамова матрица несингуларна, односно ако је његова Грамова детерминанта различита од нуле.